# Condado de Buenos Aires
Conde de Buenos Aires fue un título nobiliario español creado el 15 de mayo de 1809 por la Junta Suprema Central de España para don Santiago de Liniers (1753-1810) -militar francés al servicio de la Corona Española y virrey del Río de la Plata entre 1807 y 1809- por su destacada actuación en las dos fallidas Invasiones Inglesas al Río de la Plata.

## Consecuencias del otorgamiento del título
El Cabildo de Buenos Aires protestó enérgicamente por la denominación de Conde de Buenos Aires que la Junta Suprema Central escogió para el virrey Santiago de Liniers porque el Condado de Buenos Aires parecía convertir a la capital del Virreinato del Río de la Plata en un señorío particular. 
Esta protesta, que la Real Audiencia no tomó en cuenta, fue refutada el 30 de mayo de 1809 por el mismo virrey, basándose en que nunca el monarca había puesto el menor reparo a las denominaciones de los títulos elegidos por los agraciados.

Escudo de armas de Santiago de Liniers, I conde de Buenos Aires, que utilizó como virrey del Río de la Plata. Obsérvese las seis banderas capturadas a los británicos durante las Invasiones Inglesas.

## Descendencia y cambios posteriores
Don Santiago de Liniers y de Bremond había contraído enlace en Málaga, España, en 1783 con doña Juana de Membielle y de Latourrete, hija de franceses oriundos de Arthez. De este matrimonio resultó un hijo.
En Buenos Aires, en el año 1791, fallecida su esposa, Santiago de Liniers contrajo segundas nupcias con doña María Martina de Sarratea y de Altolaguirre, de ascendencia vasca. El matrimonio tuvo también ocho hijos, dando lugar a la descendencia americana del virrey Liniers. 

### Luis de Liniers y Membielle, II conde[4]
Fue el único hijo del primer matrimonio de primer conde de Buenos Aires, se desempeñó como Teniente de navío de la Real Armada Española.
Heredó el título nobiliario de su padre en 1810 como consecuencia de haber sido éste fusilado en Cabeza de Tigre, dada su plena lealtad a la Corona española, por orden de la Primera Junta surgida de la Revolución de Mayo en Buenos Aires, siendo el II conde de Buenos Aires.
Don Luis repudió el título de Conde de Buenos Aires y el 16 de agosto de 1812 solicitó a las Cortes de Cádiz, que reinaban en nombre del apresado rey Fernando VII de España, el cambio de denominación del título por el de Conde de la Lealtad (al rey de España).
El 21 de marzo de 1815 contrajo enlace con doña Rita Martínez de Junquera y Vélez de Guevara. El matrimonio solo tuvo un hijo.
Reentronado el rey don Fernando VII, mediante la emisión de la Real Cédula del 21 de marzo de 1816, confirmó el cambio de nombre del Condado. 
Don Luis falleció en San Fernando (España) el 21 de febrero de 1816.

### Santiago de Liniers y Martínez Junquera, III conde[4]
Nació en San Fernando (España) el 3 de febrero de 1816, murió a corta edad.

### José Atanasio de Liniers y Sarratea, IV conde[4]
Hijo del segundo matrimonio del virrey Santiago de Liniers, y por lo tanto medio hermano de don Luis, nació en Montevideo el 2 de mayo de 1798, recibió además el título de Conde de Liniers (proveniente de su abuelo, también llamado Santiago). Se desempeñó como secretario de Legación y encargado de Negocios del Reino de España ante el de Cerdeña.
Se casó con Olimpia Jarnó de Pont-Jarnó (hija de los Barones de Pont-Jarnó). El matrimonio sólo tuvo un hijo.
Falleció en su castillo de Plessis-Cherchemont el 22 de abril de 1882.

### Santiago Alejandro de Liniers y de Pont-Jarnó,  V conde[4]
Nació en el castillo de Pont el 12 de septiembre de 1833. Conde de Liniers.
Fue Teniente de francotiradores de Deux-Sèvres en la guerra contra Prusia.
Sucedió a su padre por Real carta de rehabilitación del 31 de octubre de 1862, restableciendo la denominación de Conde de Buenos Aires. 
Se casó en París, el 16 de agosto de 1871, con Cristina de Verges.

### Juan José de Liniers y Verges, VI conde[4]
Nacido en el castillo de Plessis el 11 de septiembre de 1875. Después de intervenir en la Primera Guerra Mundial estuvo en la Argentina, donde estableció un establecimiento ganadero en la provincia de Santa Cruz que debió abandonar precipitadamente en 1921 en ocasión de una revuelta anarquista en que bandas armadas saquearon almacenes, tomaron campos y tomaron el pueblo de Piedrabuena. Falleció el 22 de mayo de 1962 en el Chateau de Pont-Jarno. De su segundo matrimonio con Florence-Marie-Madeleine-Hogg nació el sucesor del título, Amaury-Charles-Jacques.

### Amaury-Charles-Jacques, VII conde[4]
Nació el 10 de mayo de 1918 y murió por un cáncer de cerebro el 22 de abril de 1980. Casado en 1939 con Anne-Marie-Gabrielle Choppin Haudry de Janvry tuvo por descendientes a Florence (n. 1941 y fallecida en Châteauroux, Saint-Arnoult, el 3 de enero de 2017), y Chantal (n. 1943 y fallecido en Pont-Jarno el 27 de junio de 1946).